# Гуд, Рональд
Рональд Гуд (англ. Ronald D'Oyley Good, 1896—1992) — английский ботаник, флорист и биогеограф.
Образование получил в Кембридже.
В 1922—1928 годах — сотрудник отдела ботаники Британского музея.
Около 30 лет руководил кафедрой ботаники Университета Халла (1928—1959).

## Вклад в науку
Разрабатывал методологические вопросы географии растений.
Автор одной из наиболее популярных за рубежом схем флористического районирования суши, насчитывающей 6 царств:
- Бореальное (Голарктическое), в которое входят области:
  - Арктическо-Субарктическая
  - Североамериканская
  - Европейско-Сибирская
  - Средиземноморская
  - Западно-Центральноазиатская
  - Макаронезийская
  - Восточноазиатская (Сино-Японская)
- Палеотропическое, в которое входят подцарства:
  - Индо-африканское, в которое входят области:
    - Африканская
    - Индийская

  - Малезийское
  - Полинезийское, в которое входят области:
    - Новокаледонская
    - Меланезийско-Микронезийская
    - Гавайская
- Неотропическое
- Южноафриканское (Капское)
- Австралийское
- Антарктическое, в которое входят области:
  - Субантарктическая
  - Антарктическая островная

### Родырастений, описанные Рональдом Гудом
- Anomacanthus R.D.Good[2].
- Appunettia R.D.Good
- Schumanniophyton Harms & R.D.Good
- Vangueriopsis Robyns ex R.D.Good

## Печатные труды
- англ. Good R. A theory of plant geography // New Phytology. 1931. Vol. 30, № 3. P. 149–171
- англ. Good R. Plants and Human Economics, 1933
- англ. Ronald Good. The Geography of Flowering Plants. L.; N. Y.: Longmans, Green, 1947
- англ. Good R. Madagascar and New Caledonia. A problem in plant geography // Blumea. 1950. Vol. 6. P. 470–47
- англ. Good R. Features of Evolution in the Flowering Plants, 1956
- англ. Good R. The Philosophy of Evolution, 1981
- англ. Good R. A Concise Flora of Dorset, 1984